# Stereodon donnianus
Stereodon donnianus là một loài Rêu trong họ Hypnaceae. Loài này được (Sm.) Mitt. mô tả khoa học đầu tiên năm 1859.